# 三合水库
三合水库位于湖南省邵阳市邵东县，是一座以灌溉、防洪为主的中型水库，库容约1120万立方米，水库坝高约38.31米，正常蓄水位约317.8米。